# Kaisergraben (Gütenbach)
Der Kaisergraben ist ein Bach in den Wiener Gemeindebezirken Hietzing und Liesing. Er ist ein Zubringer des Gütenbachs.

## Verlauf

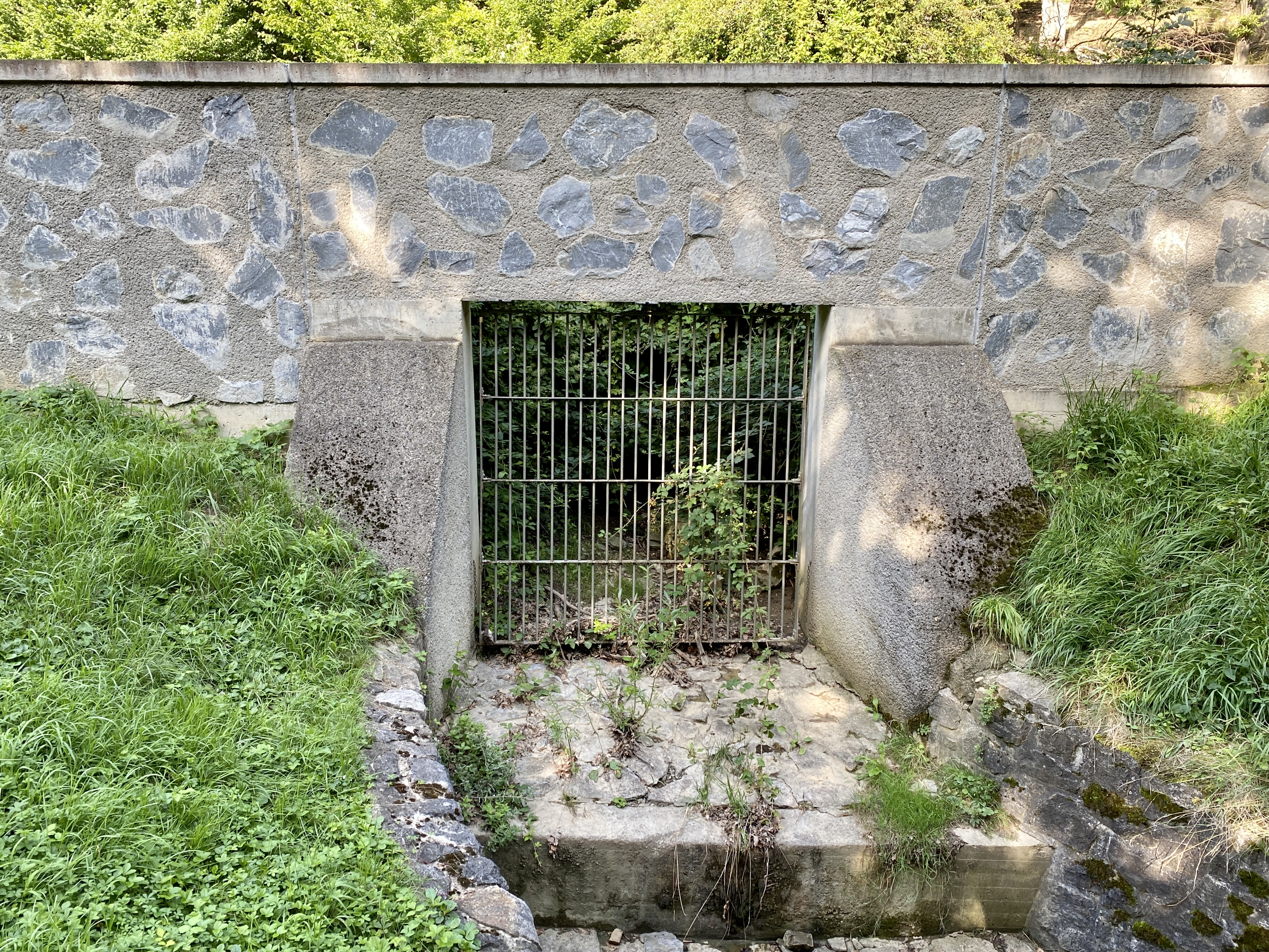
Durchlass für den Kaisergraben in der Mauer des Lainzer Tiergartens

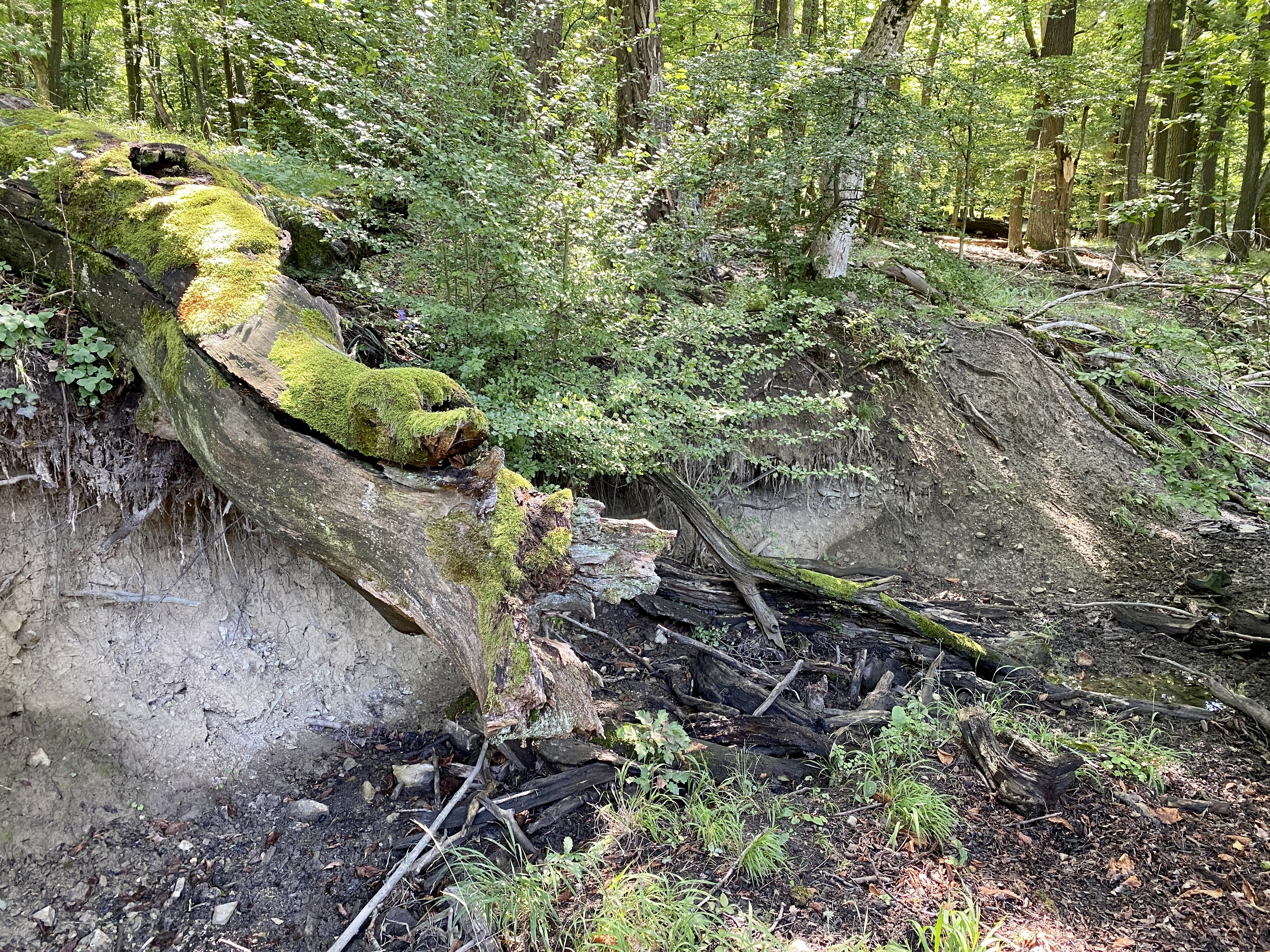
Kaisergraben im Lainzer Tiergarten

Der Kaisergraben entspringt in Sickerquellen am Kaltbründlberg im Naturschutzgebiet Lainzer Tiergarten, das zum 13. Gemeindebezirk Hietzing gehört. Er wird auf der Lainzer Großen Stockwiese von Wiesengräben gespeist. Im Abschnitt auf der Fasslbergwiese zwischen Fasslberg und Kleinem Eichberg führt er in der Regel ständig Wasser.
Der Bach verlässt den Lainzer Tiergarten durch einen vergitterten Durchlass in der Tiergartenmauer und erreicht den Bezirksteil Kalksburg des 23. Gemeindebezirks Liesing. Dort unterquert er die Gütenbachstraße unter der Fasslbergbrücke, einer 5 m langen und 6 m breiten Straßenbrücke aus Stahlbeton, und mündet schließlich linksseitig in Gütenbach.

## Geschichte
Die Fasslbergbrücke wurde 1960 errichtet.

## Ökologie
Am Kaisergraben bei der Lainzer Großen Stockwiese wächst die laut Wiener Naturschutzgesetz streng geschützte Gras-Schwertlilie (Iris graminea). Bei der Fasslbergwiese befindet sich entlang des Bachs eine bruchstückhafte Bruch-Weiden-Au.